# Pré-parlement
Le pré-parlement allemand de 1848 (Vorparlament en allemand) est une assemblée de 574 membres qui siège dans l'église Saint-Paul de Francfort-sur-le-Main du 31 mars au 3 avril 1848 afin de préparer la création du Parlement de Francfort.
Elle est dirigée par Carl Joseph Anton Mittermaier, ses vice-présidents sont Johann Adam von Itzstein, Friedrich Christoph Dahlmann, Robert Blum et Sylvester Jordan (de).

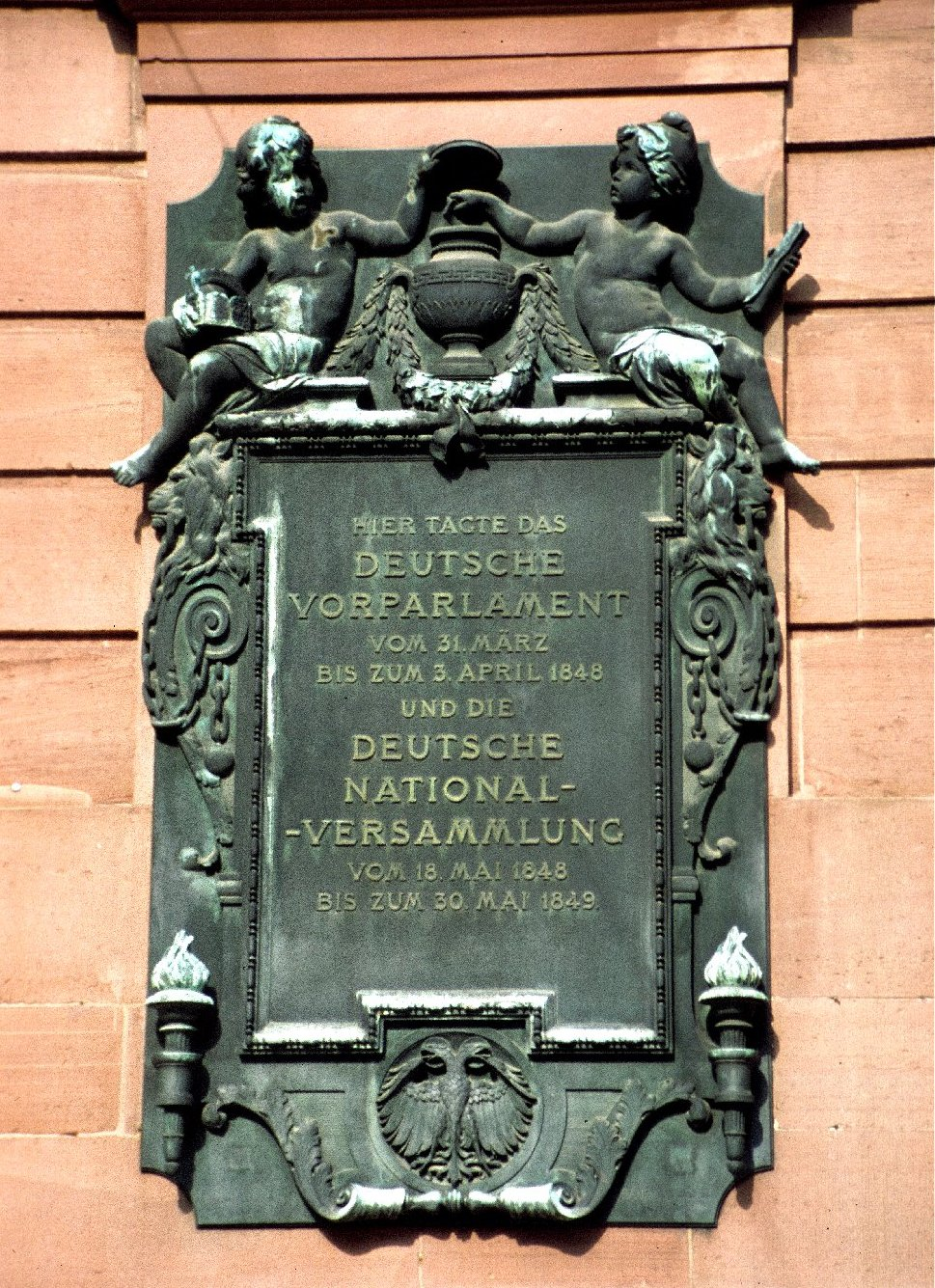
Plaque commémorative sur l'église Saint-Paul de Francfort

## Composition
Ses députés n'ont pas été élus et ne sont pas non plus nommés ou représentatif des États membres de la confédération germanique.
Ils ont été en fait convoqués par les membres du comité des sept. Ceux-ci ont choisi principalement, mais pas exclusivement, des membres des parlements régionaux allemands et assimilés (Schleswig-Holstein, Prusse occidentale et orientale).
L'Autriche avec seulement 2 représentants est ainsi fortement sous représentée comparée à la Prusse qui compte 141 députés. À l'inverse le grand-duché de Bade avec 72 députés et le Landgraviat de Hesse-Darmstadt avec 84 représentants sont très bien représentés.
Le pré-parlement est donc une assemblée honorative sans légitimation démocratique.

## Débats et décisions
Gustav von Struve et Friedrich Hecker essayent, sur le modèle des états généraux français de 1789, de transformer ce pré-parlement en assemblée nationale permanente dotée d'un exécutif issu de ses rangs.
Les libéraux modérés rassemblés autour de Heinrich von Gagern et Friedrich Daniel Bassermann refusent cette proposition fermement. Ils veulent en effet remettre la révolution sur le chemin de la continuité en matière de droit. Ils préfèrent l'évolution à la rupture.
Le pré-parlement décide donc de travailler avec le Bundestag pour l'organisation des élections pour l'assemblée nationale de Francfort. Cela se fait contre la volonté de la gauche qui quitte l'hémicycle un court instant en signe de refus après la décision.
Le comité des cinquante est également mis en place en coopération avec le Bundestag. 
Au même moment, les meneurs libéraux, par leur présence dans les gouvernements régionaux, sont membres du comité des dix-sept du Bundestag. 
Ce comité doit préparer une ébauche de constitution pour la future assemblée nationale.